# EBCDIC
EBCDIC är en förkortning för Extended Binary Coded Decimal Interchange Code, ett antal olika teckenkodningar som introducerades av IBM 1964 i System/360 och som därefter blev standard teckenkodning i IBM:s AS/400 och stordatorsystem System/370, System/390 och zSeries 900.
EBCDIC använder 8 bitar vilket ger plats för 256 olika tecken. Det finns ett antal olika EBCDIC-versioner, anpassade efter olika länders speciella behov. Det finns även "multibyte" EBCDIC-kodningar för japanska, kinesiska och koreanska.
De flesta datortillverkarna, utom IBM, använder ASCII och dess varianter istället. Den internationella teckenstandarden numera heter Unicode. Det finns till och med en (dock icke-standard) kodningsform av Unicode som är kompatibel med EBCDIC (UTF-EBCDIC). Det finns också visst stöd för konvertering av en del EBCDIC-kodningar under Windows.

## Lista över EBCDIC-versioner med Latin-1-teckenkodning
|             |      | Länder                                                               |
| EBCDIC 037  | 1140 | Australien, Brasilien, Kanada, Nya Zeeland, Portugal, Sydafrika, USA |
| EBCDIC 273  | 1141 | Tyskland, Österrike                                                  |
| EBCDIC 277  | 1142 | Danmark, Norge                                                       |
| EBCDIC 278  | 1143 | Finland, Sverige                                                     |
| EBCDIC 280  | 1144 | Italien                                                              |
| EBCDIC 284  | 1145 | Latinamerika, Spanien                                                |
| EBCDIC 285  | 1146 | Storbritannien och Nordirland, Irland                                |
| EBCDIC 297  | 1147 | Frankrike                                                            |
| EBCDIC 500  | 1148 | Internationell                                                       |
| EBCDIC 871  | 1149 | Island                                                               |
| EBCDIC 1047 |      | Open Systems ( MVS C compiler )                                      |

1st column ( e.g.  500 ): EBCDIC-codepage with full Latin-1-charset

2nd column ( e.g. 1148 ): the same codepage, but currency ¤ replaced by Euro € (Valutatecken)